# Coradion altivelis
Coradion altivelis, tên thông thường là cá bướm vây cao, là một loài cá biển thuộc chi Coradion trong họ Cá bướm. Loài này được mô tả lần đầu tiên vào năm 1916.

## Từ nguyên
Từ định danh altivelis được ghép bởi hai âm tiết trong tiếng Latinh, altus ("cao") và velum ("cánh buồm"), tuy không được giải thích nhưng hàm ý rõ ràng đề cập đến vây lưng và vây hậu môn vươn cao ở loài cá này hơn hai loài Coradion còn lại.

## Phạm vi phân bố và môi trường sống
Từ biển Andaman, C. altivelis được phân bố trải dài về phía đông, băng qua vùng biển các nước Đông Nam Á đến quần đảo Solomon, ngược lên phía bắc đến vùng biển phía nam Nhật Bản, giới hạn phía nam đến Tây Úc và dọc theo rạn san hô Great Barrier đến Sydney (Úc).
Tại Việt Nam, C. altivelis được ghi nhận tại vùng biển Quảng Ninh, đảo Cồn Cỏ (Quảng Trị), vịnh Nha Trang (Khánh Hòa) cũng như tại quần đảo Hoàng Sa và quần đảo Trường Sa.
C. altivelis thường sống trên các rạn viền bờ hoặc trên nền đáy bùn có nhiều san hô và tảo phát triển, được tìm thấy ở độ sâu khoảng 3–30 m. Ở Nha Trang, C. altivelis được quan sát ở độ sâu khoảng 18–40 m.

## Mô tả

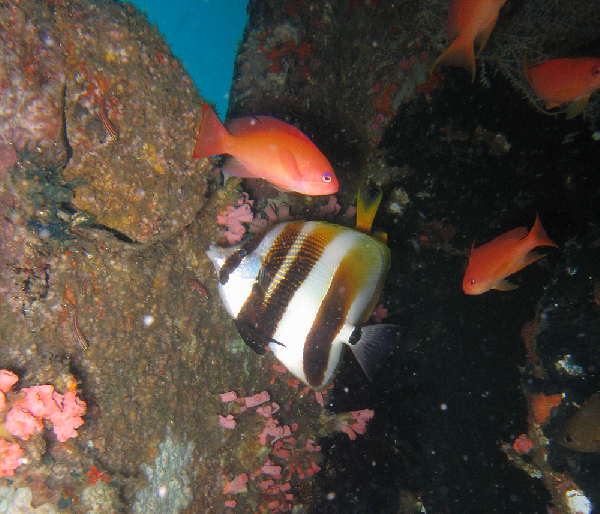
C. altivelis và một nhóm Pseudanthias

Chiều dài lớn nhất được ghi nhận ở C. altivelis là 18 cm. C. altivelis có màu trắng với cặp sọc chữ V màu nâu sẫm, kéo dài xuống vị trí vây bụng, dải sọc thứ ba cùng màu nằm ở thân sau. Sọc thứ tư ở trên đầu, băng qua mắt. Mõm ngắn và nhọn. Vây bụng có màu nâu đen. Vây đuôi trong mờ; cuống đuôi có một vạch đen. Cá con và cá đang lớn có một đốm tròn màu đen viền trắng xanh trên vây lưng. Vây lưng và vây hậu môn hình tam giác đặc trưng.
Cũng có bốn dải sọc như C. altivelis, nhưng sọc của Coradion chrysozonus có màu tươi hơn (nâu cam), còn dải sọc thứ tư ở Coradion melanopus có thêm viền cam và hai đốm đen ở thân sau. Cả hai loài sau này có vây lưng và vây hậu môn bo tròn.
Số gai ở vây lưng: 8; Số tia vây ở vây lưng: 31–33; Số gai ở vây hậu môn: 3; Số tia vây ở vây hậu môn: 20–22; Số tia vây ở vây ngực: 14; Số gai ở vây bụng: 1; Số tia vây ở vây bụng: 5; Số vảy đường bên: 49–50.

## Sinh thái học
C. altivelis là loài ăn tạp, nhưng thức ăn chủ yếu của chúng có thể là hải miên (bọt biển) như các loài Coradion khác. C. altivelis sống đơn độc và ghép cặp vào thời điểm sinh sản.

## Thương mại
C. altivelis ít được xuất khẩu trong ngành buôn bán cá cảnh.